# Мустјала (општина)
Општина Мустјала (ест. Mustjala vald) рурална је општина у северном делу округа Сарема на западу Естоније.
Општина обухвата северни део острва Сареме и заузима територију површине 235,97 km2. Граничи се са општинама Лане-Саре на југу, Лејси на истоку и Кихелкона на западу. Административни центар општине налази се у селу Мустјала у ком живи око 270 становника. 
Према статистичким подацима из јануара 2016. на територији општине живело је 660 становника, или у просеку око 2,8 становника по квадратном километру.
На територији општине налази се 21 село. 